# Michel de Granmont
Michel de Granmont (auch: Grammont, Grandmont, * um 1650; † wahrscheinlich April 1686) war ein französischer Pirat auf einem Kaperschiff in der Karibik.  
Die frühen Lebensjahre des Chevalier de Granmont sind unklar. Paris musste er angeblich wegen eines Duell-Skandals verlassen, bei dem er mit 14 einen königlichen Offizier und Liebhaber seiner Schwester tötete. Er trat unter falschen Namen in die Marine ein, kommandierte mit 24 Jahren bereits eine Fregatte und unternahm mehrere Fahrten in der Karibik. Dann verließ er die Marine und ließ sich in Tortuga nieder (1678).
Er führte vier große Raubzüge verbündeter Piraten an, gegen Maracaibo, Gibraltar, Trujillo und La Guaira (1678), Cumaná (1680), Veracruz (1683) und Campeche (1685). Sein erstes Unternehmen gegen Maracaibo wurde ein Fehlschlag. Die Spanier holten sich in einem blutigen Gefecht ihr Eigentum zurück. Aber Granmonts Ruf war aufgrund persönlicher Tapferkeit trotzdem gut, zudem war er äußerst grausam gegen Gefangene. Zusammen mit unter anderem den holländischen Piraten Nicholas van Hoorn und Laurent de Graf griff er 1683 Veracruz an, die damals zweitstärkste aller spanischen Hafenstädte Amerikas. Mit einer List kamen seine Leute in die Stadt, plünderten sie innerhalb von 24 Stunden aus und verschwanden, bevor eine starke spanische Armee da war. Sie nahmen 1500 Spanier mit, die ihr Lösegeld schuldig geblieben waren. 
Als Granmont vom französischen König zum Gouverneur in Santo Domingo ernannt wurde, verließ er Tortuga, um seinen Posten anzutreten. Sein Tod ist ebenso unklar wie seine Geburt. Er begab sich auf die Suche nach neu gestrandeten Schiffswracks vor Matanzas, wurde selbst in der Floridastraße (1686) im Sturm von den anderen Schiffen getrennt und kam nirgendwo an. 